# أو. أي. بوشنل
أو. أي. بوشنل (بالإنجليزية: O. A. Bushnell)‏ (11 مايو 1913 - 21 أغسطس 2002)؛ عالم أحياء دقيقة، مؤرخ وروائي أمريكي.